# 政治学大綱
『政治学大綱』(A Grammer of Politics)とは1925年に政治学者ハロルド・ラスキによって刊行された国家論の著作である。
1893年にイギリスで生まれたラスキは第二次世界大戦後に労働党で政党活動に従事しながらも政治学の著作で当時の政治思想に影響を与えた政治学者であった。第一次世界大戦中に一時的にアメリカのハーバード大学の講師を勤め、イギリスに帰国してから労働党の首脳部で政治活動を行い、本書『政治学大綱』はそのような政治の実践の途上で発表された著作である。
この著作でラスキは国家の目的を大衆が社会善を最大限に実現できることと捉えており、ここでの社会善は共同体で生活するために必要な社会性を伴う理性的な人間の欲求である。したがって極端な利己的欲求の衝動は国家の目的に含まれることはないものと考えられていた。その上でそれまでの政治学の理論体系を踏まえて国家を社会と別の概念として対置する枠組みを示した上で、ルソーやヘーゲルなどの国家論の前提にある共同体の一般意志というものの存在を否定した。なぜならそのような共同体が共有する意志というものは結果的に個々人の自由を破壊する強制の表現に他ならないからである。
個人こそが社会の構成要素であり、諸々の個人による個性の自発的な発展を支持するために国家が存立しなければならないと論じた。したがって国家は諸個人の自己を実現するために必要な生活水準、教育や労働などの機会の保障を行わなければならない。また一方で個人の方も社会善を最大限に実現するために共同体への貢献を行うことで、所有権などの相応の権利が認められる。
ただしその所有権の多少によって生じる貧富の格差は共同体に貢献しうる範囲内に制限され、それ以上の貧富の格差は不正な統治をもたらしうるものである。このようにしてラスキは社会の主要な部分に対して諸集団の利害を調整しながらも、諸個人の自由を保障しながら権力を可能な限り分散的に配置することで、社会善を実現する組織体としての国家の在り方を論じている。